# Plesiopelma
Plesiopelma es un género de arañas migalomorfas de la familia Theraphosidae. Son originarias de Sudamérica.  

## Especies
Según The World Spider Catalog 11.0:
- Plesiopelma flavohirtum (Simon, 1889)
- Plesiopelma gertschi (Caporiacco, 1955)
- Plesiopelma imperatrix Piza, 1976
- Plesiopelma insulare (Mello-Leitão, 1923)
- Plesiopelma longisternale (Schiapelli & Gerschman, 1942)
- Plesiopelma minense (Mello-Leitão, 1943)
- Plesiopelma myodes Pocock, 1901
- Plesiopelma physopus (Mello-Leitão, 1926)
- Plesiopelma rectimanum (Mello-Leitão, 1923)
- Plesiopelma semiaurantiacum (Simon, 1897)
- Plesiopelma paganoi Ferretti & Barneche, 2013
- Plesiopelma aspidosperma Ferretti & Barneche, 2013